# 劉莪青

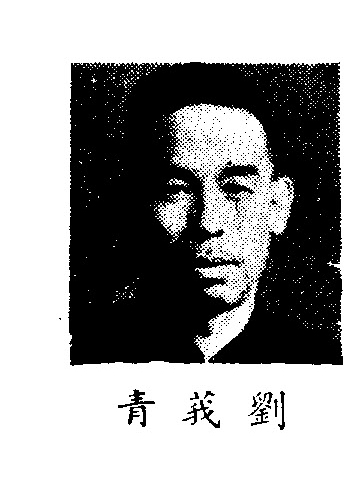

劉莪青（1887年—1955年）名荣棠，字莪青，以字行，河南唐河人，中华民国及中华人民共和国政治人物。

## 生平
劉莪青毕业于日本法政大学。辛亥革命时，在河南参加反清革命。1913年，当选中华民国第一届国会众议院议员。1924年，被指定为中国国民党第一次全国代表大会河南代表。1931年2月，任国民政府监察院监察委员。1938年3月，任河南省第七区行政督察专员兼保安司令，11月去职。1946年11月，当选制宪国民大会代表。 
中华人民共和国成立后，担任河南省人民政府委员、省交通厅厅长，1955年病故于开封市。